# Katastrofa lotu Iran Air Tours 962
Katastrofa lotu Iran Air Tours 962 – zderzenie dwóch samolotów w powietrzu, do której doszło 8 lutego 1993 roku nad miejscowością Ghods w Iranie. Zginęły 133 osoby, wszystkie osoby, które znajdowały się na pokładzie oby maszyn.
Była to najtragiczniejsza katastrofa lotnicza w 1993 roku.

## Wypadek

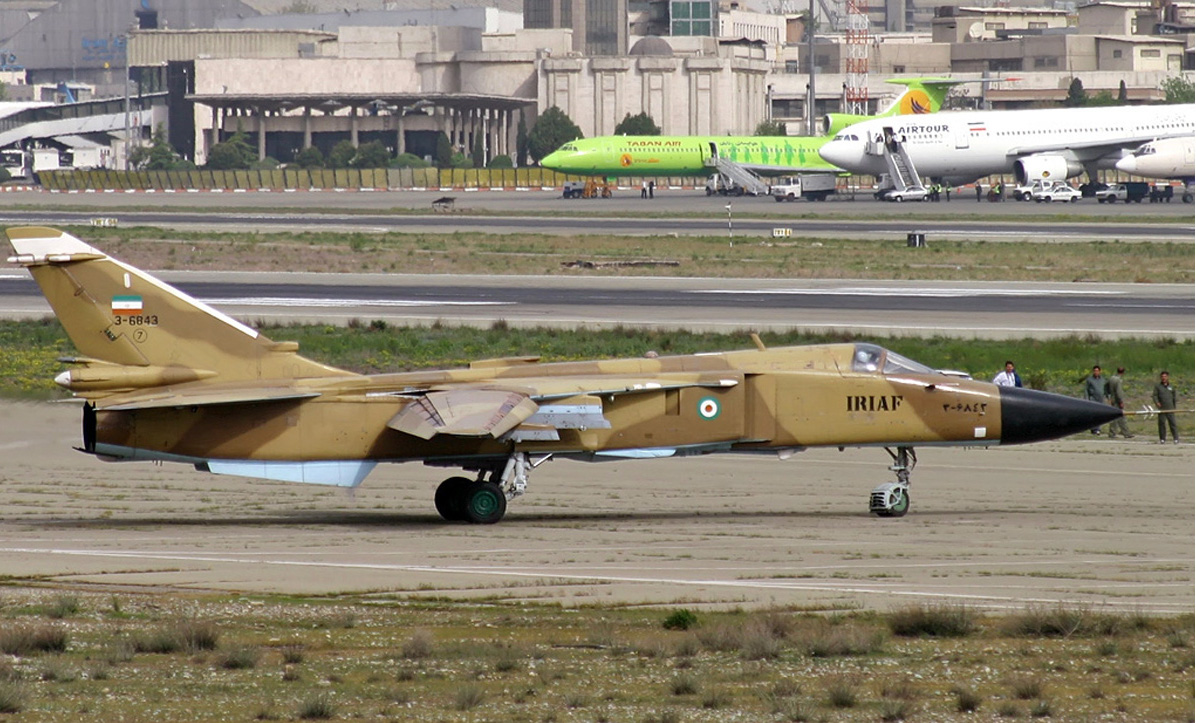
Su-24

Tupolew wystartował z pasa startowego 29R na lotnisku Teheran-Mehrabad. W tym samym czasie Suchoj wracał z obchodów Dni Sił Powietrznych i zderzył się z ogonem Tupolewa, którego tylny silnik i ogon zostały oderwane.

## Dochodzenie
Irański Urząd Lotnictwa Cywilnego stwierdził, że przyczynami zderzenia były błędy popełnione przez pilotów wojskowych Suchoja Su-24 oraz błąd kontrolera ruchu lotniczego:
- Decyzja kontrolera ruchu lotniczego pozwoliła lotowi 962 na wznoszenie się, podczas gdy Suchoj Su-24 zniżał lot.
- Kontroler lotu 962 nie poinformował o wlocie samolotów Suchoj Su-24 w ich przestrzeń powietrzną.
- Niepowiadomienie pilotów wojskowych o starcie Tupolewa w tym samym czasie, gdy Suchoj skręca w lewo.
- Kontroler nie wyraził żadnych zastrzeżeń co do odległości wynoszącej 300 metrów (1000 stóp) między dwoma samolotami.
- Piloci Suchoja nie utrzymali wysokości wymaganej przez kontrolę ruchu lotniczego, co doprowadziło do zderzenia obu samolotów.